# احتجاجات مولدوفا (2022–2023)
بدأت الاحتجاجات في مولدوفا في 18 سبتمبر 2022، في العاصمة كيشيناو، للمطالبة باستقالة حكومة البلاد الموالية للغرب، وسط أزمة طاقة تسببت في ارتفاع أسعار الغاز الطبيعي، والتضخم الذي نتج جزئيًا عن الحرب في أوكرانيا.
كان لحزب شور الموالي لروسيا دور فعال في تنظيم الاحتجاجات. تزعم حكومة مولدوفا أن الحزب قدّم مدفوعات نقدية للناس لحضور الاحتجاجات، وأنه وفر وسائل نقل مجانية إلى العاصمة للمشاركين في الاحتجاج، بأموال مقدمة من إيلان شور، الأوليغارشي وزعيم حزب شور الذي فر من مولدوفا وسط اتهامات بالفساد وحُكم بالسجن مدته 15 عامًا. حظرت المحكمة الدستورية المولدوفية لاحقًا حزب شور في 19 يونيو 2023 مع منع أعضائه السابقين من المشاركة في الانتخابات المحلية المولدوفية المقبلة لعام 2023، بغض النظر عن انتمائهم السياسي الجديد. توقفت الاحتجاجات التي نُسقت على نطاق واسع بعد تفكيك حزب شور.

## الجدول الزمني

### 2022

#### سبتمبر
- شارك نحو 20 ألف شخص في 18 سبتمبر، في احتجاج في كيشيناو، مطالبين باستقالة الحكومة الموالية للغرب في البلاد.[8]

#### أكتوبر
- قررت سلطات جمهورية مولدوفا في 13 أكتوبر، حظر التجمعات التي تسد ممرات المرور أو طرق وسائل النقل أو الطرق المؤدية إلى المؤسسات العامة خلال أيام العمل، ولا يُسمح بها إلا في عطلات نهاية الأسبوع لمدة أقصاها أربع ساعات.
- خرج عدة أشخاص في 14 أكتوبر، للاحتجاج في وسط العاصمة ضد الإجراء الذي اتخذته السلطات، واعتُقل 4 أشخاص على الأقل.[9]
- أطلقت حركة التحرير الوطني الروسية في 18 أكتوبر، حملة في غاغاوزيا «للاعتراف بعدم شرعية حل الاتحاد السوفييتي واستعادة حدود الاتحاد السوفييتي السابقة وفقًا لمخرجات الحرب العالمية الثانية».
- فرضت وزارة الخزانة الأمريكية في 26 أكتوبر 2022، عقوبات على إيلان شور وفلاديمير بلاهوتنيوك بسبب ارتباطهما بالحكومة الروسية.[10]

#### نوفمبر
- شارك أكثر من 50,000 من أنصار حزب شور في 6 نوفمبر، في احتجاج في العاصمة الوطنية كيشيناو، مطالبين مرة أخرى باستقالة الحكومة الموالية للغرب وإجراء انتخابات برلمانية مبكرة.
- أعلنت حكومة مولدوفا في 8 نوفمبر، أنها طلبت من المحكمة الدستورية بدء إجراءات لحظر حزب «شور» الذي يتزعمه إيلان شور في مولدوفا، بدعوى أنه يعزز مصالح دولة أجنبية ويضر بالاستقلال والسيادة الوطنية.[11]
- عاد آلاف المتظاهرين المناهضين للحكومة إلى شوارع كيشيناو في 13 نوفمبر.[12]

#### ديسمبر
- طلب إيلان شور في 7 ديسمبر، من الرئيسة مايا ساندو ترشيحه رئيسًا لوزراء مولدوفا.[13][14]
- جرت مظاهرة جديدة مناهضة للحكومة في 11 ديسمبر، في كيشيناو (في سفارة الولايات المتحدة في كيشيناو وفي المقر الرئيسي للحزب الإسلامي الماليزي الحاكم)، بمبادرة من حزب أوروبا في الوطن.[15]
- أُزيح الستار في 15 ديسمبر، وفي إطار تحقيقات أورهيليكس، عن الروابط بين متظاهري شور والناشط الوحدوي فلاد بيليتشي. نفى الأخير أي ارتباط له بالمتظاهرين.
- نظم حزب الاشتراكيين في جمهورية مولدوفا، في 18 ديسمبر، احتجاجًا في أونغيني.[16]
- عُلقت، في 19 ديسمبر، ست قنوات تلفزيونية مرتبطة بإيلان شور مؤقتًا في مولدوفا، كبرايم تي في، وآر تي آر مولدوفا، وآكسنت تي في، وإن تي في مولدوفا، وتي في 6، وأورهي تي في، بتهمة بث دعاية مؤيدة لروسيا ونشر معلومات كاذبة حول الحرب الروسية الأوكرانية.[17][18] واصلت القنوات البث على منصات أخرى.

### 2023

#### يناير
- احتج عدة صحفيين من القنوات التليفزيونية الموقوفة، في 25 يناير، بقيادة أليكسي لونغو، في بوخارست، مطالبين بتدخل السلطات الرومانية للتفاوض مع السلطات المولدوفية من أجل استئناف البث على التلفزيون. نظم الصحفيون احتجاجًا في اليوم التالي، في 26 يناير، أمام مجلس أوروبا في ستراسبورغ. حذر النائبان الروسيان ليونيد كلاشينكوف وسفيتلانا جوروفا في اليوم نفسه من أن نوايا مولدوفا في الاتحاد مع رومانيا، وبالتالي الانضمام إلى حلف شمال الأطلسي، قد تؤدي إلى تدميرها.[19][20]
- احتج عدة مئات من أصحاب المعاشات من مؤيدي حزب شور يوم الخميس في المبنى الرئاسي، مطالبين باستقالة ساندو، في 26 يناير.[21]

#### التداعيات
- أعلن شور في 26 يونيو، عن إنشاء كتلة سياسية باسم الفرصة.[22] الواجب. التنفيذ. لمواصلة نشاط حزب شور. شجع الناشط الموالي لروسيا ميخائيل أهريمتيف، وهو أيضًا زعيم حزب أورز (الحزب المؤسس لكتلة شور)،[23] في اليوم نفسه مواطني مولدوفا على صفحته على فيسبوك للانضمام إلى الجيش الروسي والقتال في أوكرانيا.[24]
- نظم حزب النهضة احتجاجًا في كيشيناو في 7 يوليو، ضد انسحاب مولدوفا المقترح من رابطة الدول المستقلة.[25]
- نظمت كتلة الشيوعيين والاشتراكيين في 24 أغسطس، بالتعاون مع السفارة الروسية في كيشيناو، مسيرة للاحتفال بيوم التحرير.[26]

أيدت لجنة الحالات الاستثنائية في 4 أكتوبر، الحظر المفروض على حزب شور وقررت أيضًا منع جميع الأعضاء السابقين في الحزب المتهمين أو المتهمين أو حتى المشتبه بهم بارتكاب أعمال إجرامية من المشاركة في انتخابات مولدوفا المحلية لعام 2023. قضت المحكمة الدستورية في مولدوفا في أكتوبر، بأن المادة 16 من قانون الانتخابات غير دستورية، وأن الأعضاء السابقين في حزب شور يمكنهم الترشح للانتخابات.
زعمت مايا ساندو، في 6 أكتوبر، في مقابلة مع صحيفة فاينانشال تايمز، أن مجموعة فاغنر حاولت في وقت سابق من العام تحويل الاحتجاجات إلى تمرد عنيف من شأنه أن يسمح لها بتنظيم انقلاب للإطاحة بحكومتها. زعمت أيضًا أن يفغيني بريغوجين أسهم شخصيًا في مبلغ 20 مليون يورو، الذي اعترضته المخابرات المولدوفية، لصالح الجماعات الموالية لروسيا.

## ردود الفعل

### روسيا
اتهم وزير خارجية روسيا سيرجي لافروف الغرب في 10 مارس 2023، باتباع معايير مزدوجة لدعمهم الاحتجاجات الجورجية وإدانتهم بالرغم من ذلك للاحتجاجات في مولدوفا.

### الولايات المتحدة الأمريكية
فرضت الولايات المتحدة عقوبات في أكتوبر 2022 على إيلان شور وحزب شور.